# Slag bij Breslau
De Slag bij Breslau was een veldslag op 22 november 1757 bij de toen Pruisische stad Breslau. De slag was onderdeel van de Zevenjarige Oorlog.
Een Oostenrijks leger van 84.000 man vielen een Pruisisch leger van 28.000 aan. De Pruisen sloegen de aanval af, en verloren daarbij 6.350 man, de Oostenrijkers 5.700.
De volgende dag trokken de Pruisen zich terug. Het garnizoen van Breslau gaf zich twee dagen later, op 25 november, over.

## Wat voorafging
Terwijl de Pruisische koning Frederik de Grote in Saksen opereerde, moest de hertog van Bevern met 32.000 man Silezië verdedigen. Dit was geen eenvoudige opgave, want hij zag zich hier tegenover een Oostenrijkse overmacht geplaatst.
Prins Karel en Leopold Josef von Daun voerden het Oostenrijkse hoofdleger van 54.000 man aan. Daar kwam nog het korps onder Franz Leopold von Nádasdy van 28.000 man bij. Ondanks deze overmacht wilden de Oostenrijkers een veldslag vermijden. De bedoeling was dat het hoofdleger de Pruisen zou vastpinnen, zodat Nádasdys troepen de belangrijke vestingstad Schweidnitz (Schweidnitz) konden veroveren.
Nadat het korps van Nádasdy versterkt werd tot 43.000 man, sloten de Oostenrijkers op 14 oktober de vesting in. Op 13 november gaf de vesting zich over. Tot die tijd had van Bevern het Oostenrijkse hoofdleger weten bezig te houden. Dit werd echter door de vereniging met het korps van Nádasdy aanzienlijk versterkt.
Hiermee gaf de Oostenrijkse legerleiding haar defensieve houding op en besloot tot een aanval op de Pruisen. Breslau werd het eerste doel, en moest voor het arriveren van de Pruisische hoofdmacht worden ingenomen, zodat het Pruisische leger hier niet haar winterkwartier kon betrekken.

## Verloop van de slag
Karel van Lotharingen viel de Pruisische troepen op 22 november aan voor de torens van Breslau tussen de dorpjes Kosel en Gräbschen. Hij opende de slag met een artilleriebeschieting. De Pruisen hadden zich in de omliggende dorpjes verschanst, en werden daar van drie plaatsen aangevallen. Nadat de Oostenrijkers de eerste dorpjes veroverd hadden, bezetten zij deze met houwitsers en intensiveerden de kanonnade.
De hertog van Bevern verzamelde 10 regimenten en begon een tegenaanval. Er ontstond een bloedige strijd om de dorpjes, waarbij de Pruisen het tegen de Oostenrijkse overmacht moesten afleggen.
Of Bevern de volgende dag geen hernieuwde aanval wilde uitvoeren, of dat de terugtrekking zonder bevel gebeurde is niet duidelijk. In ieder geval werd het slagveld aan Karel van Lotharingen overgelaten. De Pruisen trokken zich over Breslau naar Glogau terug.
De slag, die de gehele dag duurde, kostte de Oostenrijkers 5.723 man, de Pruisen 6.350 man.

## Gevolgen
Nádasdy kreeg opdracht om de Pruisen uit Breslau te verdrijven en de stad in te nemen. Door de zwakke moraal en de Oostenrijkse overmacht onttrokken de meeste Pruisische soldaten zich aan hun legerdienst toen zij op 25 november een vrije aftocht aangeboden kregen. Koning Frederik moest zijn leger hergroeperen en liet het in het veld aantreden tegenover het Oostenrijkse leger, waar het een overwinning behaalde op 5 december 1757 bij Leuthen (Slag bij Leuthen). Breslau werd nu omsingeld en afgesloten door 20.000 Pruisen die de  voorsteden innamen en bijna 18.000 overgebleven Oostenrijkers op 21 december tot overgave dwongen. In hoog tempo gingen de Oostenrijkse versterkingen teloor: Troppau en Liegnitz en begin 1757 Schweidnitz. Neder-Silezië was nu voorgoed in Pruisische handen.